# Messaggiere (avviso)
Il Messaggiere è stato un avviso a ruote della Regia Marina.

## Caratteristiche
Costruito nei cantieri londinesi Money, Wigram & Sons, che ne avevano curato anche la progettazione, l'avviso faceva parte di una classe di due unità (l'altra era l’Esploratore) e, all'epoca dell'entrata in servizio, risultò tra le migliori unità del tipo, dotata di una buona velocità. Ultimi avvisi con scafo in legno (e carena rivestita di rame), il Messaggiere e l'Esploratore andarono incontro un prematuro deterioramento dello scafo, probabilmente in conseguenza di una stagionatura non abbastanza lunga del legno. Il costo totale delle due navi, escluse le macchine, ammontò a 1.386.962 lire, mentre per le sole macchine il prezzo fu di 1.092.586 lire.
Di forme stellate, eleganti e marine, i due avvisi erano caratterizzati da uno scafo basso e molto allungato, con una prua slanciata a clipper e ponte di coperta privo di sovrastrutture, a parte una passerella di comando situata a cavallo dei due tamburi delle ruote. All'estrema prua era collocato un carabottino di ridotte dimensioni, adibito alla manovra dei fiocchi ed alla direzione delle operazioni d'ormeggio; un secondo carabottino, per la barra del timone ed i frenelli, si trovava invece a poppa. 
All'estrema poppa, sottocoperta, vi era la sala del consiglio, quindi, procedendo verso prua, si trovavano gli alloggi del Comandante e poi i camerini degli ufficiali, mentre altri camerini per ufficiali erano situati a proravia dell'apparato motore. La zona prodiera del corridoio era invece destinata ai marinai, ma era di dimensioni piuttosto contenute: mentre durante la navigazione tali ambienti risultavano sufficienti, grazie all'alternarsi dei turni di guardia, che faceva sì che parte dell'equipaggio non si trovasse negli alloggi, in porto essi erano largamente inadeguati, obbligando metà del personale a dormire a terra. Nel 1866, eliminata la carboniera di prua, fu possibile ampliare i locali destinati all'equipaggio. 
Per poter migliorare la velocità massima, i due avvisi vennero costruiti attenendosi ad una necessità di leggerezza, che si tradusse però anche in una certa debolezza strutturale: sin dalle prime uscite in mare, infatti, e più ancora dopo i primi viaggi verso la Spagna, si mise in evidenza sull'Esploratore il fatto che le vibrazioni prodotte dalla macchina in funzione e dalle ruote in movimento provocarono un tremito generale dello scafo, causando preoccupazioni circa la sua resistenza. Non si verificarono mai rilevanti cedimenti strutturali, ma le palette delle ruote rimasero danneggiate più volte, e numerose parti dello scafo, in occasione di raddobbi, vennero trovate rotte od in cattive condizioni. Si giunse anche a progettare il rinforzo dello scafo mediante una cintura di lamiere di ferro, ma i tecnici del Ministero della Marina ritennero un simile intervento, ed il conseguente irrigidimento della struttura, inutile od anche dannoso, rifiutando così il progetto.
Lo scafo era formato da 96 ossature sulle quali poggiavano tre strati di fasciame, due dei quali diagonali incrociati ed uno, quello più esterno, orizzontale. La carena era inoltre fasciata in rame. Il legname impiegato nella costruzione era di vario tipo: teak per ossatura, fasciame, suola, opera morta, scalmotti, paramezzale (sito all'altezza della sala macchine) e maestre e barrotti dei boccaporti dei locali dell'apparato motore; quercia per madieri, ossature e massiccio di prua e di poppa; larice per bagli, barrotti, riempimenti, dormienti in coperta, sottodormienti della sala macchine e dei carbonili, tavolame della coperta e del corridoio; abete per le paratie interne.
L'apparato motore, costituito da una macchina alternativa diretta verticale a due cilindri oscillanti con condensatore a miscuglio (ad iniezione ordinaria) prodotta dalla ditta britannica Penn & Sons, alimentata da quattro caldaie parallelepipede in ferro a tubi di fiamma (questi ultimi realizzati in ottone), imprimeva la potenza di 350 HP (247-258 kW) nominali (con 20,5 giri al minuto), o 1070 HP (788 kW) effettivi, a due ruote a pale articolate, permettendo l'eccellente velocità di 15-16 nodi, velocità alla quale la nave poteva procedere per 120 ore. La macchina era semplice ed affidabile, provvista di due cilindri di 1,82 metri di diametro e con 1,52 metri di corsa degli stantuffi, mentre le ruote, con diametro di 5,7 metri (con immersione di 1,28 metri in dislocamento normale) avevano ognuna dieci pale articolate larghe 1,31 metri. La nave aveva inoltre tre alberi armati a goletta a palo (trinchetto, maestra e mezzana a vele auriche).
Nel 1875, essendo le macchine in ottime condizioni ma ormai obsolete, si richiese alla ditta produttrice un parere riguardo alla possibilità di modernizzarle convertendole in macchine composte: il 13 luglio 1875 tale ditta rispose che sarebbe stato possibile rifoderare uno dei due cilindri, trasformandolo in cilindro ad alta pressione, mentre l'altro, dopo rifoderatura di ricostruzione, sarebbe divenuto un cilindro a bassa pressione; in alternativa si sarebbero potuti aggiungere due cilindri di alta pressione diagonali, mantenendo come cilindri di bassa pressione i due preesistenti. In entrambi i casi sarebbe stato necessario munire la macchina di condensatore a superficie. Non essendo tuttavia possibile ottenere i pieni vantaggi dell'espansione composta, l'azienda propose la costruzione di un nuovo apparato motore di tipo moderno, che avrebbe occupato più spazio ma, avendo minori consumi, avrebbe potuto essere sistemato a bordo con la riduzione dei carbonili. Valutando però anche le eccellenti condizioni delle macchine, il Ministero della Marina optò per la rinuncia alle modifiche, preferendo sottoporre le macchine originali a lavori di grande riparazione. Le macchine del Messaggiere erano in così buono stato che alla radiazione di tale nave (provocata dal rapido e prematuro logoramento dello scafo in legno), nel 1885, si decise di costruire un nuovo avviso a ruote (tipologia ormai superata) con scafo in ferro sui suoi stessi piani costruttivi, per poterne reimpiegare l'apparato motore: battezzato Messaggero, il nuovo avviso entrò in servizio nel 1888.
Le caldaie, alimentate con una scorta di carbone di 310-320 tonnellate, avevano una superficie di riscaldamento complessiva di 521 m2 (la superficie totale delle 16 graticole, quattro per ogni caldaia, era di 29,66 m²) e scaricavano i loro fumi in due fumaioli, uno a prua ed uno a poppa delle ruote. La pressione del vapore era in origine di 1,76 kg/cm², ma con il passare del tempo ed il logorio delle caldaie dovette essere ridotta ad 1,34 kg/cm², riducendo così la velocità a 12-13 nodi. A causa del logorio delle caldaie, provocato dall'introduzione del salino insieme al condensato proveniente dal condensatore, si resero necessarie, per l'Esploratore, non meno di due sostituzioni della muta di caldaie: per il Messaggiere non esistono notizie di tali interventi, ma si ritiene altamente probabile che siano stati eseguiti anche su tale nave. 
L'armamento dei due avvisi, anche per via del loro impiego bellico abbastanza contenuto, era piuttosto ridotto, ammontando in origine a due soli cannoni ad avancarica, in ferro rigato cerchiato, da 120 mm. In seguito a nuovi lavori, nel 1873, tali pezzi vennero sostituiti da due cannoni in bronzo a canna rigata da 75 mm N. 1, a retrocarica, e da due mitragliere. 
Le due navi avevano una dotazione d'acqua di quattordici tonnellate, bastante per quaranta giorni.

## Storia
Costruito in poco più di un anno, tra il luglio 1862 e l'agosto 1863, nei cantieri londinesi Money, Wigram & Sons, il Messaggiere, lasciata l'Inghilterra, arrivò a Genova il 13 agosto 1863. 
Terminato il periodo iniziale di addestramento, nell'aprile 1864 l'avviso venne mandato a Tunisi, onde mantenere i collegamenti postali con la squadra navale italiana dislocata nel porto tunisino a protezione dei cittadini italiani in Tunisia nel corso delle rivolte scoppiate nel Paese nordafricano. 
Nel 1866, con lo scoppio della terza guerra d'indipendenza, il Messaggiere, agli ordini del capitano di fregata Giribaldi, venne aggregato all'armata d'operazioni destinata ad operare in Adriatico, con funzioni di ripetitore dei segnali per conto delle due squadre di corazzate. Dopo essersi trasferito da Taranto (dove la squadra partì nella mattina del 21 giugno) ad Ancona (con arrivo il 25, di pomeriggio) insieme al grosso della flotta italiana, l'avviso ne ripartì alle tre del pomeriggio del 16 luglio 1866, con a bordo il capitano di vascello Edoardo D'Amico, capo di stato maggiore dell'ammiraglio Carlo Pellion di Persano, comandante dell'armata. Questi era stato incaricato di compire, mancando carte che mostrassero la conformazione e le difese di Lissa (isola di cui si era progettata l'occupazione mediante uno sbarco), una missione di ricognizione servendosi di un bragozzo di cui avrebbe dovuto risultare proprietario, ma il progetto non poté essere messo in atto perché, al posto del bragozzo di cui era stato previsto l'utilizzo, ne venne rimorchiato per errore da Manfredonia ad Ancona (da dove D'Amico sarebbe dovuto partire) un altro che aveva lo stesso nome, ma era completamente differente, rendendo quindi inutili i documenti che dovevano giustificarne la presenza. D'Amico dovette quindi ripiegare sul Messaggiere, che, con bandiera britannica – che tuttavia non servì a mascherarne la vera identità agli occhi dei difensori dell'isola –, il 16 luglio venne inviato a Lissa e sino al 17 compì brevi ricognizioni nei tre principali porti dell'isola – Porto Manego, Porto Comisa, Porto San Giorgio –: per quanto bene eseguite (compatibilmente con la situazione), le osservazioni di D'Amico non poterono che essere parziali ed incomplete. L'ufficiale, riferito a Persano delle difese, affermò di ritenere possibile il successo di un attacco a sorpresa.
La nave pattugliò le acque di Lissa prima dell'arrivo dell'armata italiana. Durante la giornata del 18 luglio, che vide la prima ed intensa azione di bombardamento contro le fortificazioni di Lissa, il Messaggiere ebbe il compito di incrociare, così come il gemello Esploratore e due altri avvisi, Sirena e Stella d’Italia (quest'ultimo ausiliario), al largo, ai quattro punti cardinali rispetto alla flotta italiana, per avvertire dell'eventuale arrivo di navi nemiche.

Dopo due giorni infruttuosi di bombardamenti e tentati sbarchi contro Lissa da parte della flotta italiana, alle 7.50 del 20 luglio, mentre aveva inizio un nuovo tentativo di sbarco, sopraggiunse la flotta austro-ungarica al comando del viceammiraglio Wilhelm von Tegetthoff ed ebbe così inizio la battaglia di Lissa. Mentre le nove unità corazzate italiane presenti nella zona in condizioni di efficienza si radunavano al largo di Porto San Giorgio per prepararsi alla battaglia, il Messaggiere – che era a disposizione del comandante in capo, ovvero dell'ammiraglio Persano – venne inviato, insieme alla vecchia pirocorvetta Guiscardo anch'essa con compiti di avviso, a comunicare l'ordine di riunione alle due rimanenti navi corazzate, la pirocorvetta Terribile e la cannoniera Varese, che si trovavano nelle acque di Porto Comisa, ad una quindicina di chilometri di distanza (la Varese eseguì l'ordine con la massima sollecitudine possibile, mentre la Terribile si mosse con estrema lentezza e finì con il restare fuori dalla battaglia). 

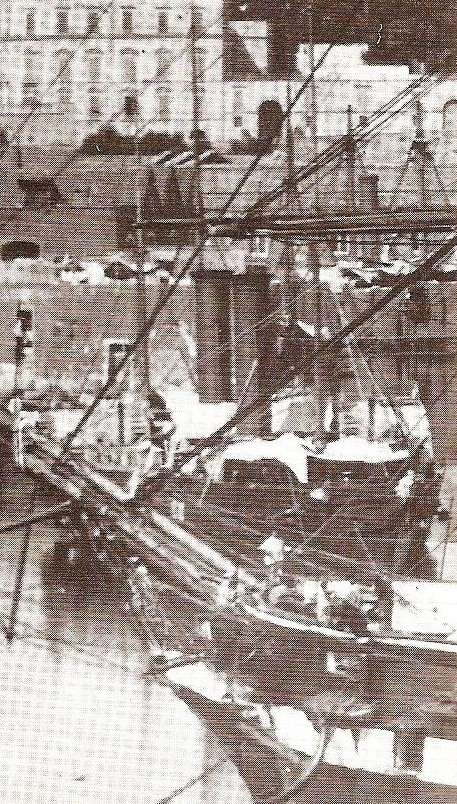
Il Messaggiere a Napoli nel luglio 1870.

 Non essendo un'unità progettata per il combattimento, e non facendo parte di nessuna delle tre squadre (in realtà solo due, in quanto la II Squadra – navi in legno – rimase mera spettatrice) impegnate nella battaglia, il Messaggiere non fu coinvolto direttamente nello scontro, che costò alla flotta italiana la perdita delle unità corazzate Re d'Italia (alle operazioni di soccorso dei cui naufraghi prese parte lo stesso Messaggiere) e Palestro. Lo stesso giorno, conclusa la battaglia ed i soccorsi, il Messaggiere recapitò un messaggio ad Ancona.Dopo il termine del conflitto l'avviso disimpegnò attività ordinaria lungo le coste italiane, compiendo un viaggio a Tunisi nel 1869.
Disarmato poi a La Spezia dal 1871 al 1875, il Messaggiere venne sottoposto a lavori di rimodernamento (e modifica all'armamento velico) e sostituzione delle artiglierie. 
Riportato in armamento, l'avviso venne dislocato a Civitavecchia in qualità di stazionario, permanendovi sino alla primavera 1876. Da giugno ad agosto 1876 il Messaggiere fu stazionario nel Levante, nel primo semestre del 1877 venne sottoposto a lavori a scafo ed ossatura nell'Arsenale di Venezia, mentre da luglio ad ottobre del 1877 stazionò in Turchia a protezione dei cittadini italiani, nel corso della guerra russo-turca. Nel febbraio e marzo 1878 l'avviso stazionò a Lisbona con a bordo, tra gli altri, il Duca di Genova, mentre in giugno e luglio del medesimo anno stazionò ancora nel Levante. Nel luglio-agosto 1879 il Messaggiere operò lungo le coste marocchine e successivamente fu dislocato come stazionario a Tunisi, permanendovi per alcuni mesi.
Tornato in Italia nel 1880, l'avviso venne dislocato a Venezia, assumendovi il ruolo di nave ammiraglia del III Dipartimento, ruolo che mantenne per i tre successivi anni.
Assegnato alla Squadra Permanente del settembre 1883 al maggio 1884, l'avviso venne poi inviato in Mar Rosso: il 19 gennaio 1885 la nave salpò da Napoli aggregata ad una formazione che comprendeva anche le pirofregate corazzate Principe Amedeo (nave ammiraglia) e Castelfidardo, l'incrociatore Amerigo Vespucci, la pirofregata Garibaldi e l'avviso Vedetta, per trasportare e sbarcare a Massaua un reparto di 800 uomini (quattro compagnie di bersaglieri ed una di artiglieria, oltre a reparti del Genio zappatori e della sussistenza) al comando del colonnello Tancredi di Saletta: dopo un viaggio travagliato (durante il quale la Principe Amedeo si incagliò a Porto Said) le navi giunsero nel porto eritreo il 4 febbraio 1885 e lo occuparono immediatamente, senza incontrare resistenza da parte dei 400 militari egiziani del presidio. 
Lasciato il Mar Rosso nel luglio 1885, il Messaggiere, che durante la navigazione trainava la torpediniera Sagittario, giunse a Napoli il 5 agosto. Inviato a La Spezia, l'avviso vi venne dapprima posto in disponibilità e quindi radiato nel corso dello stesso anno. 
Privato dell'apparato motore, che, ancora in ottime condizioni, venne installato sul nuovo avviso a ruote Messaggero, lo scafo della nave venne ancora usato per qualche tempo come deposito di fulmicotone, prima della demolizione, svoltasi nel 1900.